# Pinet (Hérault)
Pinet ist eine französische Gemeinde mit 2.012 Einwohnern (Stand: 1. Januar 2022) im Département Hérault in der Region Okzitanien. Sie gehört zum Arrondissement Béziers und zum Kanton Pézenas. Die Einwohner werden Pinetois genannt. Pinet ist namensgebend für den Weißwein Picpoul de Pinet.

## Geografie
Pinet liegt nahe der Mittelmeerlagune Étang de Thau, elf Kilometer nördlich von Agde und etwa 24 Kilometer ostnordöstlich von Béziers. Umgeben wird Pinet von den Nachbargemeinden Castelnau-de-Guers im Nordwesten und Norden, Pomérols im Osten und Süden sowie Florensac im Westen. Durch die Gemeinde führt die Autoroute A9.

## Bevölkerungsentwicklung
| Jahr                       | 1962 | 1968 | 1975 | 1982 | 1990 | 1999 | 2010 | 2020 |
| Einwohner                  | 806  | 814  | 805  | 827  | 904  | 990  | 1402 | 1987 |
| Quellen: Cassini und INSEE |      |      |      |      |      |      |      |      |

## Sehenswürdigkeiten
- Kirche Saint-Siméon-le-Stylite
- Schloss Pinet, Anfang des 20. Jahrhunderts erbaut
- Schloss Libouriac, 1883–1885 erbaut, Weingut, seit 1995 Monument historique

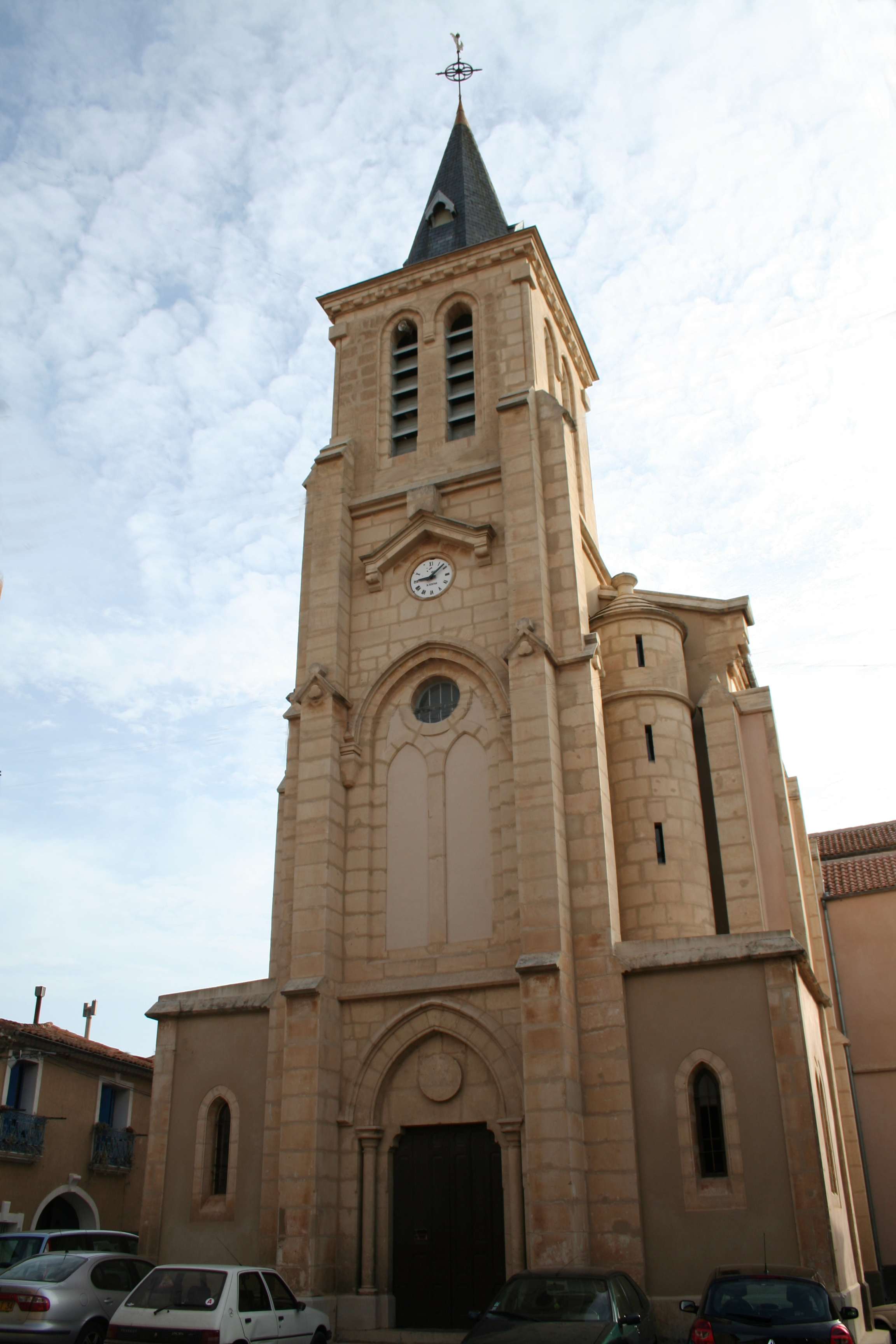
Kirche Saint-Siméon-le-Stylite
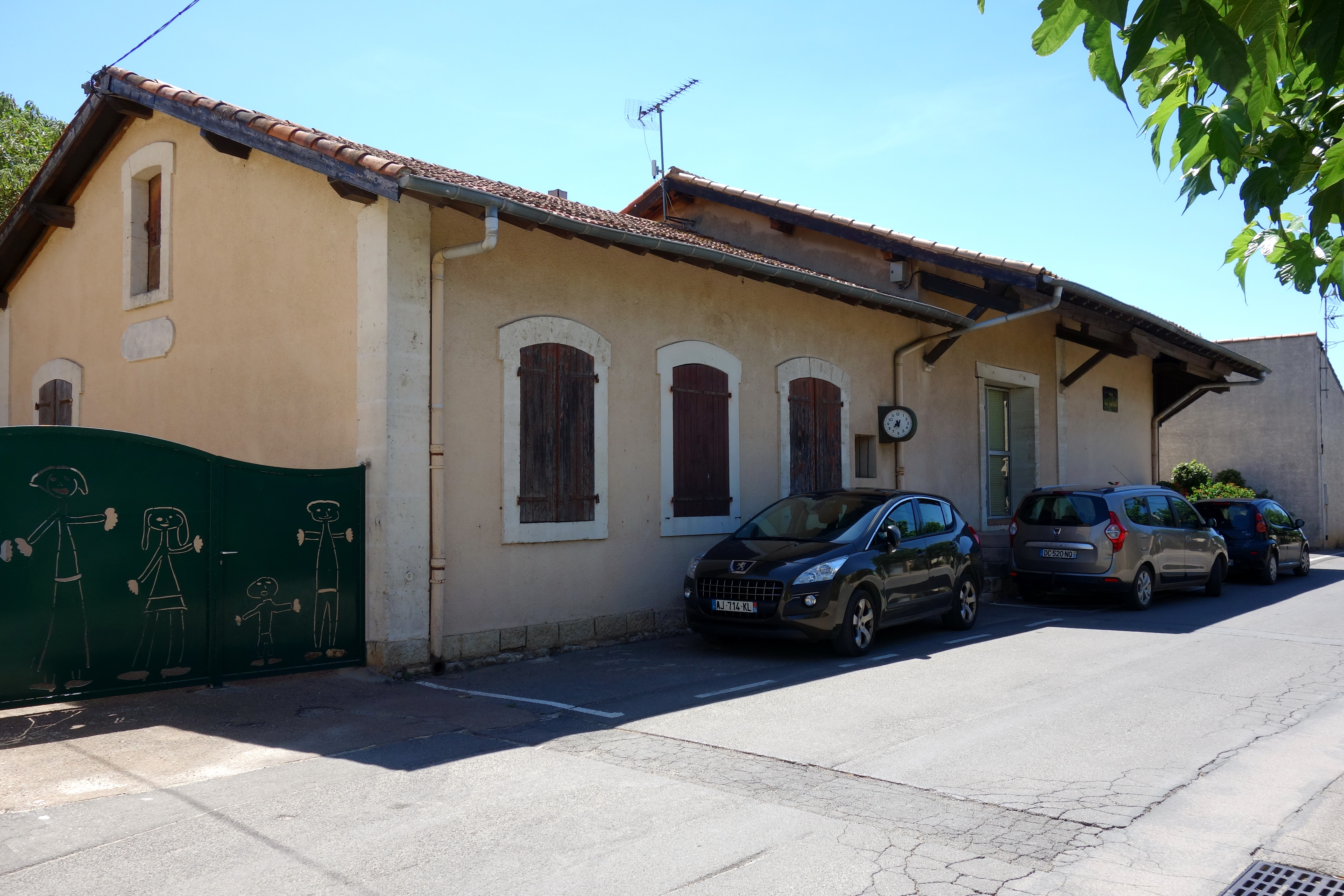
Ehemaliger Bahnhof
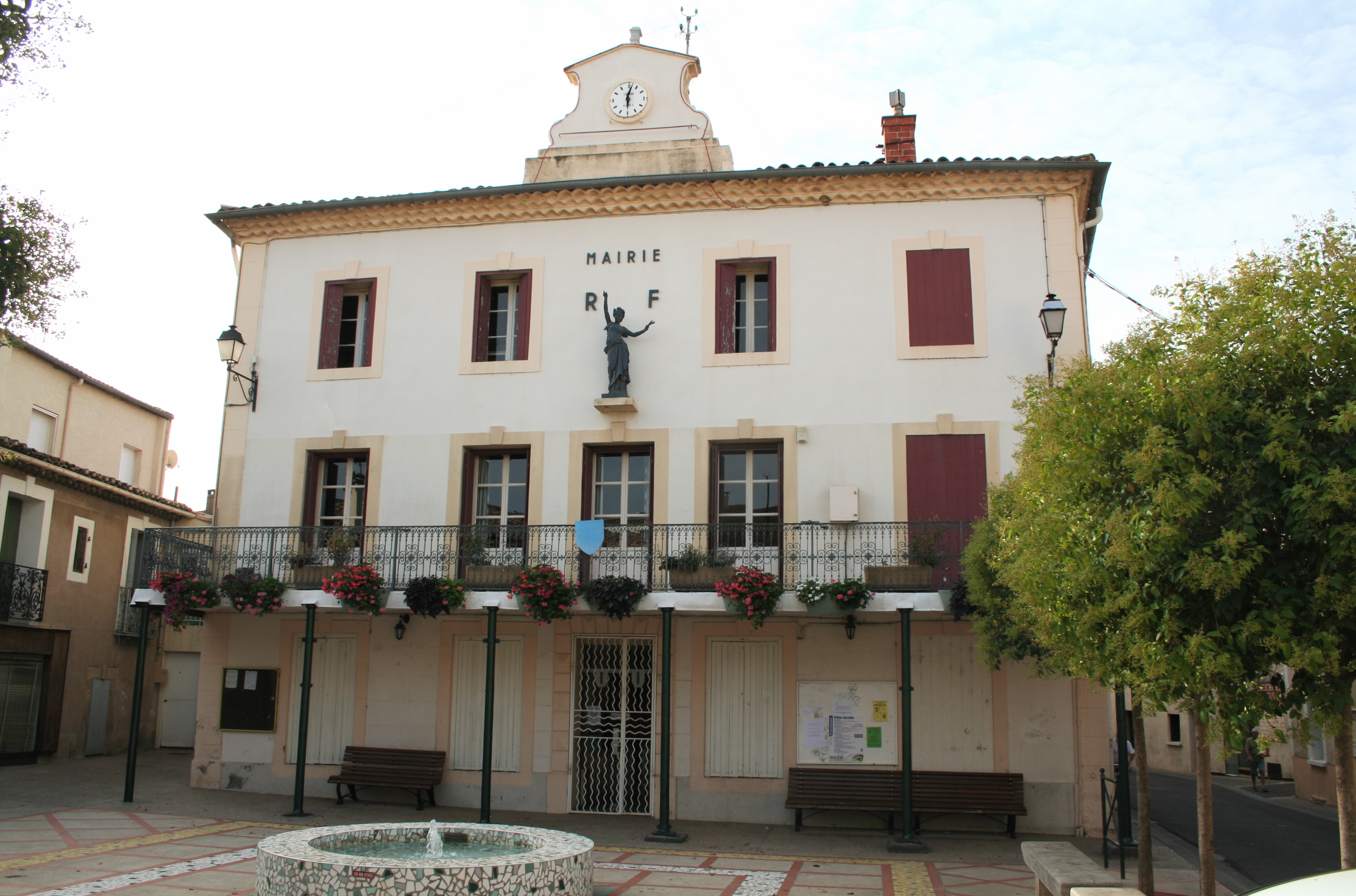
Rathaus
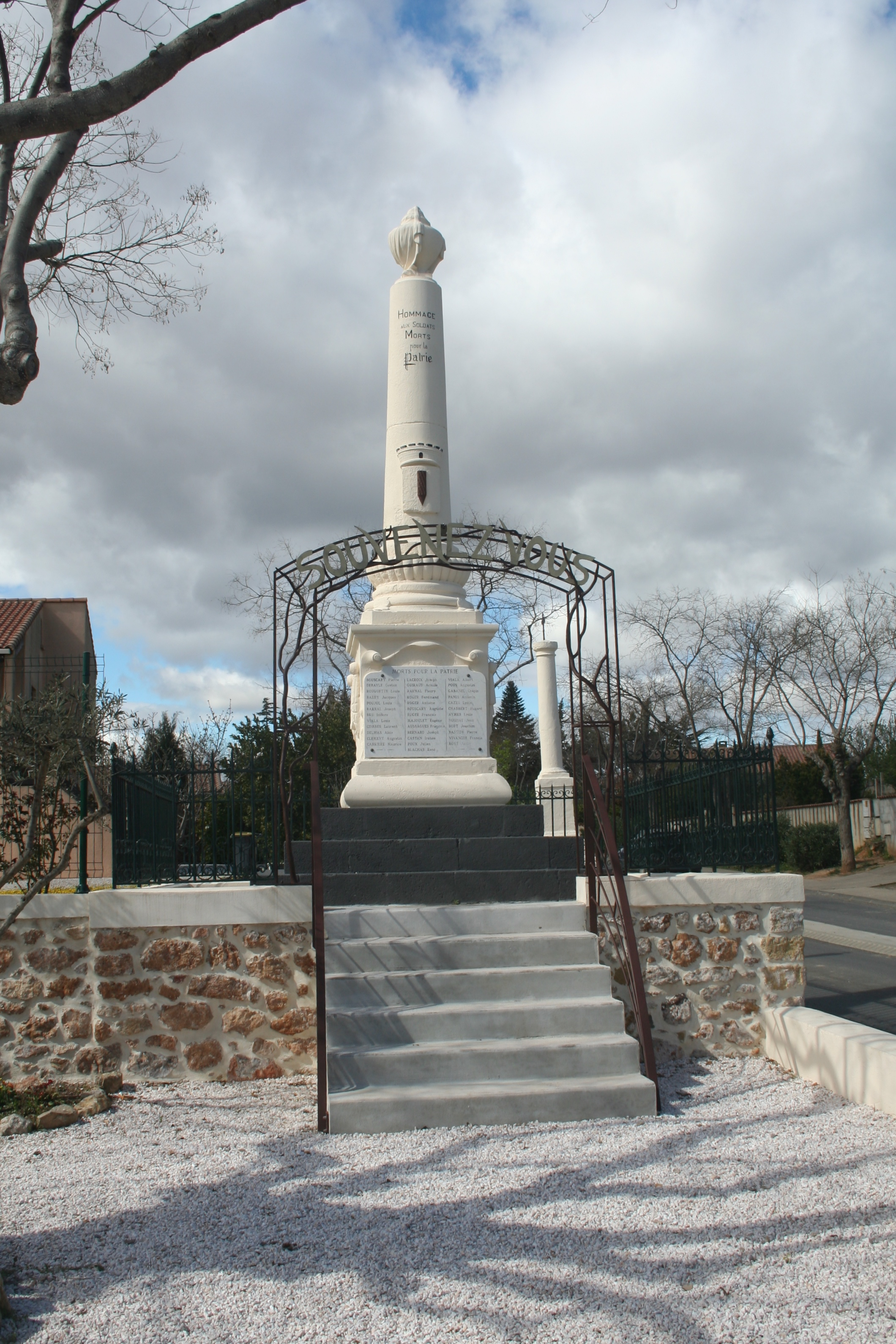
Gefallenendenkmal
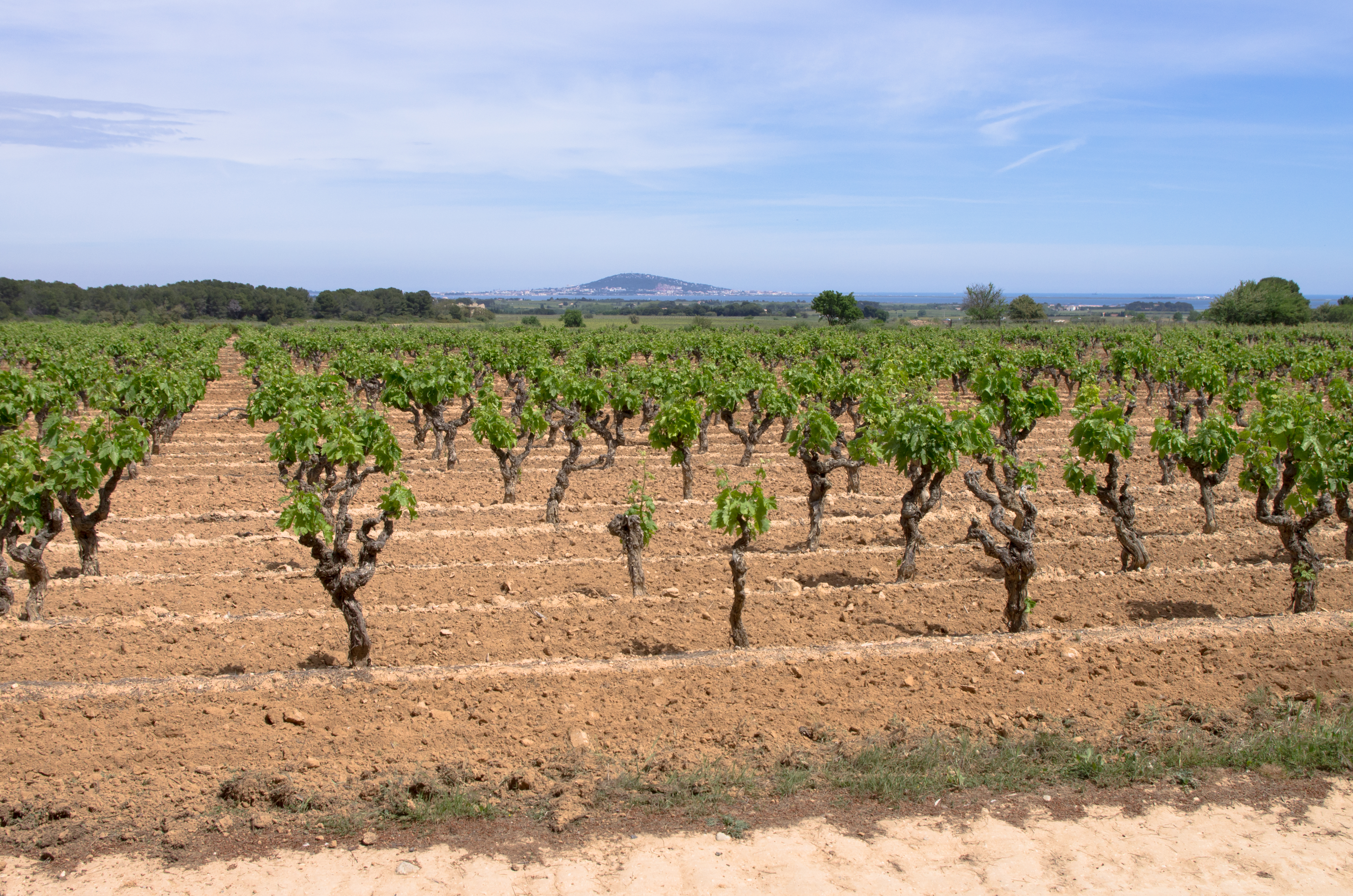
Weinreben in Pinet

## Gemeindepartnerschaft
Mit der spanischen Gemeinde Les Coves de Vinromà in der Provinz Castellón (Region Valencia) besteht eine Partnerschaft.